# Philip Wylie
Philip Gordon Wylie (Beverly, 12 maggio 1902 – 25 ottobre 1971) è stato uno scrittore e saggista statunitense.
Le sue opere spaziano dai pulp di fantascienza ai gialli, alla satira, dalle opere a sfondo ecologista alla minaccia di una apocalisse nucleare.

## Biografia
Philip era figlio di Edmund Melville Wylie, un ministro presbiteriano, e di Edna Edwards, una scrittrice, che morì quando lui aveva cinque anni.
Trasferitosi con la famiglia a Montclair nel New Jersey, dal 1920 al 1923 frequentò la Princeton University, per poi esordire nella scrittura di racconti verso la fine del decennio. Il suo primo romanzo fu Babes and Sucklings (1929).
In seguito il suo esercizio si immise anche nella non-fiction, con la stesura di articoli giornalistici e lavori di critica sociale, e in numerose altre attività: sceneggiatore per Hollywood; editor per Farrar & Rinehart; socio del Dade County Defense Council; direttore del Lerner Marine Laboratory; consulente speciale della presidenza del Joint Committee for Atomic Energy.
Molti dei suoi scritti maggiori contengono valutazioni critiche oppure filosofiche sull'uomo e la società, quale risultato di studi ed interessi sui vari fronti della psicologia, della biologia, dell'etnologia e della fisica, sebbene con un'attenzione, nella narrativa, pure al versante avventuroso della vicenda. In alcuni casi l'autore si firmò utilizzando uno pseudonimo, Leatrice Homesley.
Il romanzo Gladiator (1930) ispirò nel 1938 il personaggio di Superman; The Savage Gentleman (1932) presenta invece delle analogie con Doc Savage, creato appena un anno dopo.
Tra le opere più fortunate di Wylie, spesso di fantascienza o di genere techno-thriller, ma non sempre fantastiche, vi è la serie di Quando i mondi si scontrano (When Worlds Collide, 1933) e After Worlds Collide (1934), elaborata con Edwin Balmer. Ancora una volta, l'autore sembra aver anticipato creazioni fantastiche di là da venire: nel dittico, difatti, sono state ravvisate delle analogie col fumetto Flash Gordon. Dal primo libro, inoltre, fu tratto un omonimo film, diretto da Rudolph Maté nel 1951.
Nel romanzo La prodigiosa scomparsa (The Disappearance, 1951), anch'esso scritto con Edwin Balmer, vengono affrontate, dietro la vena immaginifica, le complessità delle relazioni fra uomo e donna. A Night Unto Night (1944) si rifà un film di Don Siegel uscito nel 1949.
Con The Paradise Crater (1945), la descrizione di una forza nazista votata, attraverso il possesso di armi nucleari, alla conquista del mondo, procurò a Wylie un periodo di arresti domiciliari; la realtà del pericolo atomico, tuttavia, riaffiora in libri successivi come Tomorrow! (1954) e Triumph (1963).
Di un certo interesse sono anche Opera 21 (Opus 21, 1949), Sommergibili nell'acquario (Your Friendly Neighbourhood Death Pedlar, 1965), The Spy Who Spoke Porpoise (1969) e Attacco alla Terra (The End of the Dream, 1972), l'ultimo romanzo, in cui la fine del mondo, causata da un'immane catastrofe ecologica, preannuncia tuttavia un nuovo inizio.
Per il «Saturday Evening Post» Wylie inventò inoltre la figura di Crunch Adams, capitano della nave Poseidon, scelto come protagonista di oltre un centinaio di racconti.
Delle opere saggistiche va citato innanzitutto il volume Generazione di vipere (A Generation of Vipers, 1942), che ebbe vasto seguito negli anni quaranta e ispirò il termine "momismo". A causa di questo libro, l'autore fu da alcuni accusato di misoginia, e a difenderlo ci avrebbero pensato l'unica figlia, Karen Wylie Prior (autrice, tra l'altro, del piuttosto fortunato manuale Nursing Your Baby), nonché le sue stesse opere successive, che dimostrano come il pensiero di Wylie al riguardo sia ben più articolato.
Al filone saggistico si iscrivono anche An Essay on Morals (1947) e The Magic Animal (1968).

## Opere

### Romanzi
- Babes and Sucklings (1929)
- Gladiator (1930)
- The Murderer Invisible (1931)
- The Savage Gentleman (1932)
- When Worlds Collide (con Edwin Balmer, 1933) trad. it. Quando i mondi si scontrano Collana Pegaso, Casa Editrice Libraria Corso, Roma 1952
- After Worlds Collide (con Edwin Balmer, 1934)
- Finnley Wren: His Notions and Opinions, Together With a Haphazard History of His Career and Amours in These Moody Years, As Well As Sundry Rhymes, Fables, Diatribes and Literary Misdemeanors; a Novel in a New Manner (1934)
- The Golden Hoard (1934)
- Danger Mansion (1937)
- Salt Water Daffy (1941)
- Corpses at Indian Stones: A Mystery (1943)
- Night Unto Night (1944)
- The Paradise Crater (1945)
- Footprint of Cinderella (1946)
- Blunder: A Story of the End of the World (1946)
- Opus 21 (1949) trad. it. Opera 21 La Piramide - serie Verde 25, Aldo Martello Editore, Milano 1955
- As They Reveled (1951)
- The Disappearance (1951) trad. it. La prodigiosa scomparsa La Piramide - serie Verde 1, Aldo Martello Editore, Milano 1953
- The Smuggled Atom Bomb (1951)
- Denizens of the Deep (1953)
- Tomorrow! (1954)
- The Answer: A Fable for Our Times (1955)
- Experiment in Crime (1956)
- Innocent Ambassadors (1957)
- They Both Were Naked (1962)
- Triumph (1963)
- Too Much of Everything (1964)
- Autumn Romance (1965)
- Your Friendly Neighbourhood Death Pedlar (1965) trad. it. Sommergibili nell'acquario Spia Contro Spia 46, Longanesi & C., Milano 1972
- The Spy Who Spoke Porpoise (1969)
- Los Angeles: A.D. 2017 (1971) - scritto per la serie TV The Name of the Game
- Sons and Daughters of Mom (1971)
- The End of the Dream (1972) trad. it. Attacco alla Terra Urania 1153, Arnoldo Mondadori Editore, Milano 1991

### Antologie
- The Big Ones Get Away (1941)
- Treasure Cruise, and Other Crunch and Des Stories (1956)

### Racconti
(parziale)
- Seeing New York by Kiddie Car (1926)
- Jungle Journey (1945)
- Blunder (1946)
- An Epistle to the Thessalonians (1950)
- Philadelphia Phase (1951) trad. it. Dopoguerra a Filadelfia in Carosello di narratori americani a cura di Giorgio Monicelli, La Piramide - serie Rossa 2, Aldo Martello Editore, Milano 1954

### Saggistica
- A Generation of Vipers (1942) trad. it. Generazione di vipere La Piramide, Aldo Martello Editore, Milano 1954
- An Essay on Morals (1947)
- The Magic Animal (1968)